# (126) Velleda
(126) Velleda ist ein Asteroid des inneren Hauptgürtels, der am 5. November 1872 vom französischen Astronomen Paul-Pierre Henry am Pariser Observatorium entdeckt wurde. Es war seine erste von insgesamt sieben Asteroidenentdeckungen.
Der Asteroid wurde benannt nach Veleda, einer Priesterin der Germanen im 1. Jahrhundert n. Chr., die als Gottheit verehrt wurde. Sie provozierte den Aufstand der Bataver und anderer Stämme gegen die Römer.

## Wissenschaftliche Auswertung
Aus Ergebnissen der IRAS Minor Planet Survey (IMPS) wurden 1992 Angaben zu Durchmesser und Albedo für zahlreiche Asteroiden abgeleitet, darunter auch (126) Velleda, für die damals Werte von 44,8 km bzw. 0,17 erhalten wurden.
Photometrische Beobachtungen von (126) Velleda erfolgten erstmals vom 25. September bis 18. Dezember 1990 am Charkiw-Observatorium in der Ukraine und an der Außenstelle des Hauptobservatoriums der Nationalen Akademie der Wissenschaften der Ukraine, dem Maidanak-Observatorium in Usbekistan. Die gemessenen Lichtkurven ließen zwei mögliche Rotationsperioden von etwa 2,7 bzw. 5,4 Stunden zu. Die längere Periode von 5,364 h wurde als die wahrscheinlichere angenommen. Neue Messungen wurden vom 6. bis 27. August 2005 am Osservatorio Astrofisico R. P. Feynman in Italien durchgeführt. Hier konnte für den Asteroiden eine Rotationsperiode von 5,366 h bestimmt werden, während eine Beobachtung vom 16. Januar bis 25. Februar 2011 am Organ Mesa Observatory in New Mexico zu einem Wert von 5,3672 h führte. Auch am Shadowbox Observatory in Indiana wurde am 6. und 7. Januar 2018 noch eine photometrische Messung durchgeführt und zu einer Rotationsperiode von 5,36 h ausgewertet. Eine erneute Beobachtung am Organ Mesa Observatory vom 28. März bis 13. Mai 2023 ergab wieder eine detaillierte Lichtkurve mit einer Rotationsperiode von 5,3674 h.
Zwischen 2012 und 2018 wurden mit der All-Sky Automated Survey for Supernovae (ASAS-SN) auch photometrische Daten von 20.000 Asteroiden aufgezeichnet. Auf mehr als 5000 davon konnte erfolgreich die Methode der konvexen Inversion angewendet werden, darunter auch (126) Velleda, für die in einer Untersuchung von 2021 erstmals ein dreidimensionales Gestaltmodell für zwei alternative Rotationsachsen mit prograder Rotation und einer Periode von 5,36708 h berechnet wurde. Aus archivierten Daten des Asteroid Terrestrial-impact Last Alert System (ATLAS) aus dem Zeitraum 2015 bis 2018 konnte in einer Untersuchung von 2022 mit der Methode der konvexen Inversion eine Rotationsperiode von 5,3671 h berechnet werden.
Abschätzungen von Masse und Dichte für den Asteroiden (126) Velleda aufgrund von gravitativen Beeinflussungen auf Testkörper hatten in einer Untersuchung von 2012 zu keinen als sinnvoll erachteten Ergebnissen geführt.